# Scolopendra polymorpha
Espèce
Scolopendra polymorpha est une espèce de Scolopendres. Originaire des régions sèches des États-Unis, elle possède différents coloris comme son nom l'indique. Elle peut mesurer jusqu'à 12 cm à l'âge adulte.